# اچ‌ام‌اس بیتر (دی۹۷)
اچ‌ام‌اس بیتر (دی۹۷) (به انگلیسی: HMS Biter (D97)) یک کشتی بود که طول آن ۴۹۲ فوت (۱۵۰ متر) و ارتفاع آن ۲۳ فوت ۳ اینچ (۷٫۰۹ متر) بود. این کشتی در سال ۱۹۴۰ ساخته شد.